# 해리슨 애풀
해리슨 애풀(Harrison Afful, 1986년 7월 24일~)는 가나의 축구 선수로, 현재 미국 MLS의 샬럿 FC에서 측면 수비수로 활약 중이며, 가나 축구 국가대표팀의 일원으로도 활약하고 있다.

## 어린 시절
그는 가나 테마에서 태어났으며, 프로 축구 선수가 되기 전에는 TV에서 가나 국가대표팀 경기를 시청하면서 축구 선수에 대한 꿈을 키웠다.